# Хлебодаровский сельский совет (Чаплинский район)
Хлебодаровский сельский совет (укр. Хлібодарівська сільська рада) — входит в состав
Чаплинского района
Херсонской области
Украины.
Административный центр сельского совета находится в 
с. Хлебодаровка
.

## История
- 1970 — дата образования.

## Населённые пункты совета
- с. Хлебодаровка
- с. Весёлое Второе